# ريتشارد برات
ريتشارد برات (23 يونيو 1896 - 10 أكتوبر 1982) (بالإنجليزية: Richard Pratt)‏ هو لاعب كريكت بريطاني وبريطاني (وحمل سابقاً جنسية المملكة المتحدة لبريطانيا العظمى وأيرلندا).